# Discografie van Propagandhi
| Discografie van Propagandhi | Discografie van Propagandhi |
| --------------------------- | --------------------------- |
| Studioalbums                | 7                           |
| Ep's                        | 3                           |
| Splitalbums                 | 4                           |
| Livealbums                  | 2                           |
| Demoalbums                  | 3                           |
| Verzamelalbums              | 1                           |

De discografie van Propagandhi, een Canadese punkband, bestaat uit zeven studioalbums, drie ep's, vier splitalbums, twee livealbums, drie demoalbums, een verzamelalbum, en een reeks nummers die op andere compilatiealbums staan.

## Studioalbums
| Jaar | Titel                             | Label                                           | Formaat       |
| ---- | --------------------------------- | ----------------------------------------------- | ------------- |
| 1993 | How to Clean Everything           | Fat Wreck Chords                                | cd, 12" vinyl |
| 1996 | Less Talk, More Rock              | Fat Wreck Chords                                | cd, 12" vinyl |
| 2001 | Today's Empires, Tomorrow's Ashes | Fat Wreck Chords                                | cd, 12" vinyl |
| 2005 | Potemkin City Limits              | Fat Wreck Chords                                | cd, 12" vinyl |
| 2009 | Supporting Caste                  | G7 Welcoming Committee Records Smallman Records | cd, 12" vinyl |
| 2012 | Failed States                     | Epitaph Records                                 | cd, 12" vinyl |
| 2017 | Victory Lap                       | Epitaph Records                                 | cd, 12" vinyl |

## Ep's
| Jaar | Titel                           | Label                          | Formaat        |
| ---- | ------------------------------- | ------------------------------ | -------------- |
| 1993 | How to Clean a Couple o' Things | Fat Wreck Chords               | 7" vinyl       |
| 1994 | Where Quality is Job #1         | Recess Records                 | 7" vinyl       |
| 1998 | Reclaim The Streets             | eigen beheer                   | 7" vinyl       |
| 2010 | The Recovered EP                | G7 Welcoming Committee Records | muziekdownload |

## Splitalbums
| Jaar | Titel                      | Label                                         | Formaat       | Andere artiesten                   |
| ---- | -------------------------- | --------------------------------------------- | ------------- | ---------------------------------- |
| 1995 | I'd Rather Be Flag-Burning | G7 Welcoming Committee Records Recess Records | cd, 10" vinyl | I Spy                              |
| 1995 | Propagandhi/F.Y.P          | Recess Records                                | 7" vinyl      | F.Y.P                              |
| 1995 | Systematic Destruction     | Bad Food For Thought Records                  | 7" vinyl      | I Spy, Malefaction, Silence Equals |
| 2010 | Sacrifice/Propagandhi      | War On Music                                  | 7" vinyl      | Sacrifice                          |

## Livealbums
| Jaar | Titel                        | Label                          | Formaat  |
| ---- | ---------------------------- | ------------------------------ | -------- |
| 1995 | Yep.                         | Applecore Records              | cassette |
| 2007 | Live from Occupied Territory | G7 Welcoming Committee Records | cd, dvd  |

## Demoalbums
| Jaar | Titel                                                     | Label        | Formaat  |
| ---- | --------------------------------------------------------- | ------------ | -------- |
| 1990 | We Don't Get Paid, We Don't Get Laid, and Boy Are We Lazy | eigen beheer | cassette |
| 1991 | Fuck the Scene                                            | eigen beheer | cassette |
| 1992 | Martial Law with a Cherry on Top                          | eigen beheer | cassette |

## Verzamelalbums
| Jaar | Titel                    | Label                          | Formaat       |
| ---- | ------------------------ | ------------------------------ | ------------- |
| 1998 | Where Quantity is Job #1 | G7 Welcoming Committee Records | cd, 12" vinyl |